# La Garçonne
La Garçonne ist eine französische sechsteilige Krimi-Miniserie von Dominique Lancelot. Sie handelt von einer Pariserin in den 1920ern, die sich als Mann ausgibt und eine Garçonne verkörpert, wie in Victor Marguerittes gleichnamigen Roman, ohne dass die Serie eine Verfilmung des Romans ist. Gespielt wird die Hauptfigur von Laura Smet. Die Serie erschien in Frankreich ab dem 31. August 2020 bei France 2 und in Deutschland ab dem 19. Mai 2021 bei Sat.1 emotions.

## Handlung
Die Serie spielt in Paris nach dem Ersten Weltkrieg in den années folles, der französischen Entsprechung der Goldenen Zwanziger. Die Protagonistin Louise Kerlac ist eine Garçonne, eine burschikose und emanzipierte Frau, die nach dem Krieg ihre Arbeit verloren hat, während ihr kriegstraumatisierter Bruder Antoine nicht wie ihr verstorbener Vater die Stelle als Polizist annimmt, sondern der Malerei nachgeht und sich Drogen hingibt. Nachdem sie zufällig den Mord an einen Freund durch Regierungsbeamte mitansieht und darauf gesucht wird, gibt sie sich darauf als Polizist Antoine Kerlac aus. Da ihr erster Fall der Mord an einem Aktmodell ist, mimt sie, um sich im Milieu der Künstlerszene von Montparnasse umzuhören, auch das Modell und Flapper Gisele. So führt Louise auf der Suche nach mehreren Mördern ein Doppelleben: tagsüber als Mann in einer Männerdomäne und nachts als Dame auf ausschweifenden Jazz-Parties. Mit dem Reporter Ketoff, der ihr bei Recherchen hilft und ihre wahre Identität entdeckt, beginnt sie als Antoine eine scheinbar homosexuelle Beziehung.

## Episoden
| Nr. | Drehbuch                                                      | Regie         | Erstausstrahlung Frankreich | Erstausstrahlung Deutschland |
| --- | ------------------------------------------------------------- | ------------- | --------------------------- | ---------------------------- |
| 1   | Dominique Lancelot, Alexandra Juilhet, Marie-Anne Le Pezennec | Paolo Barzman | 31. August 2020             | 19. Mai 2021                 |
| 2   | Dominique Lancelot, Alexandra Juilhet, Marie-Anne Le Pezennec | Paolo Barzman | 31. August 2020             | 19. Mai 2021                 |
| 3   | Dominique Lancelot, Alexandra Juilhet, Marie-Anne Le Pezennec | Paolo Barzman | 7. September 2020           | 26. Mai 2021                 |
| 4   | Dominique Lancelot, Alexandra Juilhet, Marie-Anne Le Pezennec | Paolo Barzman | 7. September 2020           | 26. Mai 2021                 |
| 5   | Dominique Lancelot, Alexandra Juilhet, Marie-Anne Le Pezennec | Paolo Barzman | 14. September 2020          | 2. Juni 2021                 |
| 6   | Dominique Lancelot, Alexandra Juilhet, Marie-Anne Le Pezennec | Paolo Barzman | 14. September 2020          | 2. Juni 2021                 |

## Besetzung und Synchronisation
Die deutschsprachige Synchronisation entstand nach Dialogbüchern von Manuel Karakas und Sygun Liewald und unter der Dialogregie von Robert Kotulla durch die Synchronfirma CSC-Studio in Hamburg.
| Rolle                           | Beschreibung                         | Darsteller             | Synchronsprecher      |
| ------------------------------- | ------------------------------------ | ---------------------- | --------------------- |
| Louise Kerlac/„Antoine“/Giselle | Protagonistin                        | Laura Smet             | Eva Michaelis         |
| Antoine Kerlac/„Valbonne“       | Louises Bruder, Künstler             | Tom Hygreck            | Marek Harloff         |
| Lydia                           | Krankenschwester/„Antoine“s Verlobte | Lily-Fleur Pointeaux   | Kristina von Weltzien |
| Pardieu                         | Abteilungsleiter der Polizei         | Aurélien Recoing       | Achim Buch            |
| Max Weber                       | „Antoine“s Kollege                   | Clément Aubert         | Christian Stark       |
| Dr. Paul                        | Pathologe                            | Jérôme Deschamps       | Volker Hanisch        |
| Roman Ketoff                    | Journalist                           | Grégory Fitoussi       | Nicolas König         |
| Suzanne Vandel                  | Kunstmäzen-Ehepaar                   | Noémie Kocher          | Kerstin Draeger       |
| Charles Vandel                  | Kunstmäzen-Ehepaar                   | Aladin Reibel          | Konstantin Graudus    |
| Jenny Meyer                     | reiche Amerikanerin, Gönnerin        | Judi Beecher           |                       |
| Rybeyrol                        | Minister                             | Olivier Massart        |                       |
| Ventura                         | Polizist                             | Robert Plagnol         |                       |
| Alberti                         | Polizist                             | Jean-Philippe Ricci    |                       |
| Émile                           | Rezeptionist der Polizei             | Pierre-Yves Bon        |                       |
| Reale Personen                  |                                      |                        |                       |
| Kiki de Montparnasse            | Modell                               | Deborah Grall          |                       |
| Sidney Bechet                   | Jazzmusiker                          | Avant Strangel         |                       |
| Man Ray                         | Aktmaler                             | Cyril de La Morandière |                       |
| Jules Pascin                    | Aktmaler                             | Raphael Roger Levy     |                       |
| Tsuguharu Foujita               | Aktmaler                             | François-Marie Nivon   | Markus Hanse          |
| Coco Chanel                     | Modedesignerin                       | Romane Portail         |                       |

## Hintergrund
La Garçonne wurde von Dominique Lancelot entwickelt und geschrieben; als Regisseur fungierte Paolo Barzman. In der Hauptrolle der Garçonne wurde im Mai 2019 Laura Smet besetzt. Die Dreharbeiten fanden in Paris vom 15. Juli bis zum 25. Oktober 2019 statt.
Die ersten beiden Episoden sollten im März 2020 beim Festival Series Mania in Lille gezeigt werden, das aber wegen der COVID-19-Pandemie ausfiel.